# 爱尔兰人列表
爱尔兰人按职业分类，可以从以下各列表中查询。
- 爱尔兰君主列表
- 爱尔兰总统列表
- 爱尔兰艺术家列表（英语：List of Irish artists）
- 爱尔兰演员列表（英语：List of Irish actors）
- 爱尔兰作家列表（英语：List of Irish writers）
  - 爱尔兰小说家列表（英语：List of Irish novelists）
- 爱尔兰建筑家列表（英语：List of Irish architects）
- 爱尔兰画家列表（英语：List of Irish painters）
- 爱尔兰作曲家列表（英语：List of Irish composers）
- 爱尔兰哲学家列表（英语：List of Irish philosophers）
- 爱尔兰雕刻家列表（英语：List of Irish sculptors）
- 爱尔兰电影导演列表（英语：List of Irish film directors）
- 爱尔兰裔美国人列表（英语：List of Irish Americans）

|  | 本条目是人物相关列表索引。 |